# 長谷川博己
長谷川博己（日语：／ Hasegawa Hiroki，1977年3月7日—），日本男演員，東京都出身。身高183公分，血型A型。2011年，初次主演連續劇《鈴木老師》而獲矚目，並在同年以話題電視劇《家政婦女王》中的父親一角引起話題，亦以此作獲得東京國際戲劇節最佳男配角等獎項。
2020年，主演NHK大河劇《麒麟來了》，在剧中饰演男主角明智光秀。

## 簡歷
2001年，長谷川博己自中央大學文學部畢業後，加入日本知名劇團「文學座」附屬的舞臺劇研究所（第41屆）。2002年，以劇碼《BENT》初次登上舞臺。2004年4月自研究所畢業，以劇團「準成員」的身分入團；同年，獲得劇團的新人獎。2006年4月，晉升至正式團員，同年的12月22日退團。
2010年，轉入經紀公司Hirata Office。同年，在NHK《第二處女》劇中，飾演和主演鈴木京香發生不倫戀的男子而初次受到關注，此劇亦改拍成電影版，長谷川以此片獲第35回日本電影金像獎新人獎。
2011年，主演東京電視台電視劇《鈴木老師》，此劇為長谷川的民營電視台初主演，其後亦趁勝推出電影版。同年，長谷川在創下收視率紀錄的熱門電視劇《家政婦女王》劇中扮演優柔寡斷的父親一角，並獲得東京國際戲劇節最佳男配角等獎項。

## 家族
父親是已故日本知名建築史評論家長谷川堯，亦是武藏野美術大學名譽教授。其故郷是島根縣松江市。於2019年4月過世，享年81歲。

## 人物
長谷川興趣是觀賞恐怖電影。因為喜歡《德州電鋸殺人狂》、《吸血鬼：真愛不死》等恐怖片和僵屍片，而立志成為演員。

## 戲劇作品

### 電視劇
註：粗體字表「主演作」
- 說謊的女人（2008年，朝日電視台） - 福山
- 33分偵探 第9話（2008年，富士電視台） - 兒玉總一郎
- 超能少女七瀬（2008年，NHK） - 武田雄司
- 妄想姊妹 第9話（2009年，日本電視台） - 結城朝之助
- BOSS女王（2009年，富士電視台） - 川野昭夫
- 婦產科的女醫生（2009年，日本電視台） - 柊隆弘
- 第二處女（日语：セカンドバージン#映画）（2010年10月 - 12月，NHK） - 鈴木行
- 告發〜国選弁護人 第6話（2011年，朝日電視台） - 井上隆男
- 鈴木老師（2011年4月 - 6月，東京電視台） - 鈴木章
  - 鈴木先生的結婚報告〜待望の休暇も心の汗が止まらないッ！〜（2013年1月1日）
- 二夜連續松本清張SP砂之器（2011年9月10日・11日，朝日電視台） - 關川重雄
- 家政婦女王（2011年10月 - 12月，日本電視台） - 阿須田惠一
- 命運之人（2012年1月 - 3月，TBS電視台）- 鯉沼玲
- 神聖怪物們（2012年1月 - 3月，朝日電視台） - 日向敏雄
- 孤獨的美食家第2季 第11話（2012年，東京電視台） - 鈴本章
- 八重之櫻（2013年1月 - 12月，NHK） - 川崎尚之助（日语：川崎尚之助）
- 白雲階梯（2013年4月 - 6月，日本電視台） - 相川三郎
- MOZU - 東和夫
  - 第一季〜百舌尖叫之夜〜（2014年4月 - 6月，TBS電視台）
  - 第二季〜幻之翼〜（2014年6月 - 7月，WOWOW）
- 55歲開始的Hello Life 第1話（2014年6月14日，NHK） - 阿立
- 約會～戀愛為何物～（2015年1月 - 3月，富士電視台） - 谷口巧
  - 2015夏季特別篇 「秘湯」（2015年9月28日）
- 超傑作法月綸太郎『一的悲劇』（2016年9月23日、富士電視台） - 法月綸太郎
- 夏目漱石之妻（2016年9月，NHK，共四話）- 夏目金之助
- 金田一耕助系列『獄門島』（2016年11月19日，NHK） - 金田一耕助
- 小巨人（2017年4月 - 6月，TBS）- 香坂真一郎
- 都廳爆破!（2018年1月2日、TBS） - 本郷裕二
- 晨間劇『萬福』（2018年10月 - 2019年3月，NHK） - 立花萬平
- 大河劇『麒麟來了』（2020年1月19日 - 2021年2月7日，NHK） - 明智光秀
- 反英雄（2024年4月14日－6月16日 ，TBS）- 明墨正樹

### 電影
註：粗體字表「主演作」
- 第二處女（日语：セカンドバージン#映画）（2011年9月23日、松竹） - 鈴木行
- 鈴木老師（2013年1月12日） - 鈴木章
- 地獄開麥拉（2013年9月28日） - 平田鈍
- 窈窕舞妓（日语：舞妓はレディ）（2014年9月13日）- 京野法嗣
- 海月姫（2014年12月27日） - 鯉淵修
- 愛與和平（2015年6月27日）- 鈴木良一
- 進擊的巨人（前篇2015年8月1日・後篇9月19日） - Shikishima（シキシマ）
- この国の空（2015年8月8日、ファントム・フィルム / KATSU-do） - 市毛
- 吶喊正義（2015年11月7日、東宝） - 東和夫
- 水手服與機關槍（2016年3月5日、KADOKAWA） - 月永
- 二重生活（日语：二重生活 (小池真理子)#映画）（2016年） - 石坂史郎
- 正宗哥吉拉（2016年） - 矢口蘭堂
- 散步的侵略者（2017年9月)   - 櫻井
- 亞洲三面鏡2018 旅程『碧朱』（2018年11月9日）
- 半世界（2019年2月15日） - 沖山瑛介
- 武士馬拉松（2019年2月22日）- 板倉勝明
- 霧が晴れるとき（2020年12月25日） - ナレーション
- 救救旱鴨子 (2022年6月10日)   -  小島遊雄司
- 左輪百合（2023年8月11日，東映） - 岩見良明
- La Chambre Des Merveilles（2023年，日本未公開）- 助理編輯

### 舞臺劇
★：表示導演為蜷川幸雄
- BENT（2002年12月 - 2003年1月） - ルディ
- ゴロヴリョフ家の人々（2003年6・7月） - ヴォローデンカ
- AOI/KOMACHI（2003年11月、2007年3・4月） - 光 役
- モンテ・クリスト伯（2004年7月） - ベネディット
- 夜からの声(2004年9・10月） - 藤井柾
- マリー・アントワネット（2004年11月）
- KITCHEN（2005年4月）★ - ケヴィン
- ピロクテーテス（2005年5月）
- 赤い月（2005年8・9月、2006年5 - 7月） - 氷室啓介
- 皆に伝えよ!ソイレント・グリーンは人肉だと（2006年3・4月） - H
- トーチソング・トリロジー（2006年11・12月） - アラン 役
- シェイクスピア・ソナタ（2007年8・9月、作・演出：岩松了） - 沢村美介
- カリギュラ（2007年11月）★ - ケレア
- わが魂は輝く水なり－源平北越流誌－（2008年5月）★ - 平維盛
- から騒ぎ（2008年10月）彩之國埼玉藝術劇場（日语：彩の国さいたま芸術劇場）★ - クローディオ
- 冬物語（2009年1・2月）彩之國埼玉藝術劇場（日语：彩の国さいたま芸術劇場）★ - フロリゼル
- コースト・オブ・ユートピア（2009年9・10月）★ - ニコライ・スタンケーヴィチ/ニコライ・チェルヌイシェフスキー
- 亨利六世（2010年3・4月）彩之國埼玉藝術劇場（日语：彩の国さいたま芸術劇場）★ - シャルル
- 黴菌（2010年12月、作・演出：ケラリーノ・サンドロヴィッチ） - 五斜池銀一郎
- 海邊的卡夫卡（2012年5月）★ -大島

## 廣告
- 東京瓦斯 エネファーム（ENE・FARM）
  - 「電鰻狗・吉他篇」「電鰻狗・吸塵器篇」（2013年3月）
  - 「節電電鰻狗編」（2013年12月）
- 任天堂トモダチコレクション（2013年4月）
- 羅森便利商店 フローズンスイーツ（2013年7月）
- 朝日食品及保健有限公司（日语：アサヒフードアンドヘルスケア） クリーム玄米ブラン「やさしいお店」篇（2014年3月）
- 三井住友銀行 いくぞ、ミライ「新規口座」篇（2014年10月 - ）
- DAIHATSU大發Move（2014年12月）
- 三得利 響 JAPANESE HARMONY『響 THE PRESENTATION』篇（2015年4月）
- 花王 アタックNeo抗菌EX Wパワー（2016年1月）
- リクルート スタディサプリ（2016年3月）

## 獎項
- 2011年 第35回日本電影金像獎新人獎（《第二處女（日语：セカンドバージン#映画）》）
- 2012年 黃金飛翔獎（日语：エランドール賞）新人賞[6]
- 2012年 第20回橋田賞新人賞
- 2012年 第8回日劇年度大賞助演男優賞（《家政婦女王》）
- 2012年 第71回日劇學院賞助演男優賞（《家政婦女王》）
- 2012年 第5回東京國際戲劇節助演男優賞（《家政婦女王》）[7]
- 2015年 第84回日劇學院賞助演男優賞（《約會～戀愛為何物～》）[8]
- 2016年 第43回放送文化基金獎（日语：放送文化基金）節目部門 演技賞（《夏目漱石之妻》）
- 2021年 第29回橋田賞個人賞（《麒麟來了》）
- 2024年 第120回日劇學院賞主演男優賞（《ANTI HERO》）

## 外部連結
- 長谷川博己官方網站 （页面存档备份，存于）
- 長谷川博己在互联网电影资料库（IMDb）上的資料（英文）